# موسى المحدث
موسى المحدث من أشهر أبناء إسماعيل بن موسى الكاظم  عاش في القرن 2 هجري .ويفترض ان عاش بالمدينة المنورة لأن من ألقابه المدني

## حياته

### نسبه
- هو موسى المحدث بن إسماعيل بن موسى بن جعفر بن محمد بن علي بن الحسين بن علي ابن أبي طالب

## أبناءه
وقال العلامة النسابة ابن هبة الله الطرابلسي أن من أبنائه 14 وهم على التوالي : محمد الأكبر و محمد الأصغر وعلي و الحسن والحسين الأكبر والحسين الأصغر وموسى الثاني وإدريس و إسحاق وإسماعيل و جعفر والقاسم و إبراهيم .